# Tadten
Tadten là một đô thị ở huyện Neusiedl am See bang Burgenland ở nước Áo. Đô thị này có diện tích 36,1 km², dân số thời điểm ngày 31 tháng 12 năm 2005 là 1291 người.
Đây là một khu vực trồng nho. Kinh tế đại phương chủ yếu là nông nghiệp.